# یاکوولف یاک-۴۲
یاکوولف یاک-۴۲ (به انگلیسی: Yakovlev Yak-42) یک هواپیمای جت مسافربری با سه موتور و ظرفیت ۱۰۰ الی ۱۲۰ نفر مسافر است. این اولین هواپیمای مسافربری در اتحاد جماهیر شوروی است که توسط موتورهای توربوفن با ضریب کنارگذر بالا طراحی شده‌است.از سوانح این هواپیما میتوان به برخورد این یاک ۴۲ به کوه های اسکوپیه در پرواز از ژنو به سمت فرودگاه اسکندر کبیر اسکوپیه اشاره کرد که منجر به مرگ ۱۱۶ سرشین آن از جمله تعداد زیادی یوگسلاو دو ایرانی شد.

## مشخصات
منبع اطلاعات Brassey's World Aircraft & Systems Directory 1999/2000.
مشخصات عمومی
- خدمه: two pilots plus optional flight engineer
- گنجایش:  up to 120 passengers (but usually eight first class and 96 economy class)
- طول: 36.38 m (119 ft 4 in)
- پهنای بال: 34.88 m (114 ft 5 in)
- ارتفاع: 9.83 m (32 ft 3 in)
- بال: مساحت 150.0 m² (1,615 ft²)
- وزن خالی: 33,000 kg (72,752 lb)
- بیشینه وزن برخاست: 57,500 kg (126,765 lb)
- پیشرانه: ۳× turbofans Lotarev D-36 , 63.75 kN (14,330 lbf) هرکدام

 عملکرد 
- سرعت بیشینه: 810 km/h (437 knots, 503 mph) (maximum cruise)
- سرعت پیمایش: 740 km/h (399 knots, 460 mph) (economy cruise)
- برد: 4,000 km (2,158 nmi, 2,458 mi) (with maximum fuel)
- سقف پروازی: 9,600 m (31,500 ft)